# Dion Beebe
Dion Beebe (ur. 1968 w Brisbane) – australijski operator filmowy. 

## Życiorys
Gdy miał cztery lata, jego rodzina przeniosła się z Australii do RPA. Wychowywał się w Kapsztadzie. W latach 1987–1989 studiował na wydziale operatorskim na Australian Film, Television and Radio School w Sydney.
Największe uznanie zyskała jego współpraca z reżyserem Robem Marshallem. Nominowano go do Oscara za najlepsze zdjęcia za musical Chicago (2002) i nagrodzono statuetką za Wyznania gejszy (2005). Kilkukrotnie pracował z reżyserem Michaelem Mannem (Zakładnik, 2004; Miami Vice, 2006).
Jest członkiem zarówno Australijskiego (ACS), jak i Amerykańskiego Stowarzyszenia Operatorów (ASC).